# 鉄道居酒屋つばめ
『鉄道居酒屋つばめ』（てつどういざかやつばめ）は、きよ〇作画による日本の漫画。

## 概要
『THE 鉄道漫画』（少年画報社）に連載されていた鉄道擬人化された人々（車両）が登場する鉄道の漫画である。第1巻のコミックス（ヤング・キング・コミックス）が出版されている。「THE 鉄道漫画」が第2号で休刊したので、「鉄道コム」や「少年画報社の電子書籍」で連載を再開した（「THE 鉄道漫画」では同一作者の「レールエンジェル・マジカルアイル」を執筆、第2号で掲載）。
サラリーマンの天国、東京・新橋。路地の奥にある小さな酒屋に鉄道擬人化された車両（人物）が来店し、酒肴を嗜みつつ自らおかれた事情の愚痴を言い合うストーリー。店員は家族経営らしいが、全員が客と同じく鉄道擬人化人物（車両）である。「鉄道居酒屋つばめ」というタイトルから、前述のストーリーが主筋となるが、（店員ではない）鉄道擬人化車両（人物）が活躍する番外編も存在する。
単行本化に当たり、webでカラー掲載されていた本文ページは、全てモノクロ化されている。

## 登場人物
「つばめ」では全員、鉄道擬人化人物（車両）であるが、頭が車両で首から下が人物化されている。同一作者による「レールエンジェル・マジカルアイル」も併せて後述する。

### 「つばめ」の登場人物
前述の通り、家族で経営している。従業員家族の名前は明らかにされていない。
大将（たいしょう）
頭が国鉄C11形蒸気機関車の262号機の形をしていて、「鉄道居酒屋つばめ」の店主である。店のルールに厳しく、（禁煙である）店で喫煙した客や愚痴が過ぎて騒がしくなった客には容赦なく叱りつけ、煙を吐きまくる。
好きなテレビ番組は「M形鋏次」（時代劇）で、時間になると必ずチャンネルを換えてしまう。
若旦那（わかだんな）
大将の息子らしい（大将をおじいちゃんと呼んでいる）。頭が営団2000形電車（東京メトロ銀座線・方南町支線で運用）の形をしている。大将に代わって「つばめ」を切り盛りしている。
夫人がテレビ番組鑑賞やテレビゲームで手伝いが遅れるのが悩み。一度それで重傷になったことがあったが、（次回の終盤で登場したことから）一命を取り留めたようである。
若旦那夫人（わかだんなふじん）
若旦那の嫁で、頭は東京臨海新交通臨海線7000系の形をしている。若旦那と共に「つばめ」を切り盛りしている。
好きなテレビ番組はアニメ・特撮もので、（漫画のスピンオフとなった）「光速神攻スカイライナー」や「名探偵湖南」が大好き。ゲーム「ウメダクエスト」（こちらもスピンオフ）もやっていて、手伝い始めるのが遅くなり若旦那に叱られることもある。
209系
第一話に登場。京浜東北線仕様。
なだめ男（なだめおとこ）
「つばめ」の常連で、串カツが大好物。困惑したり、暴走する他の客（車両、たいてい彼の知人）がいたりすると、串カツを其の人の目前に付き出し、「〇〇、お前が落ち着け！」となだめる。頭はDF200(レッドベア)。
E5系はやぶさ（イーごけい はやぶさ）
頭が東北新幹線E5系はやぶさで、第2話と第4話に登場。
第2話ではデビュー祝賀会が「つばめ」で開催されたが、撮影し難い顔であるためかギャラリーが撮影しようとして店内を混乱させてしまい、大将の怒りを買った。
第4話では時速320ｋｍ運転できるほどの逸足であることから、「新幹線リレー」（という運動会）の先発に選ばれた。
205系ファミリー（にひゃくごけい ファミリー）
第5話から登場。サラリーマン風の改造車などや某テーマパークキャラクター仕様のメルヘン顔（京葉線）、ブリキ人形（武蔵野線）が登場する。
メルヘン顔とブリキ人形は「ふたごの兄弟」という。ブリキ人形は武蔵野線での運用は続いているが、メルヘン顔は日光線へ転勤となった。
青い森鉄道・IGRいわき銀河鉄道（あおいもりてつどう・アイジーアールいわきぎんがてつどう）
第1話と第6話に登場。二人とも日陰の存在であることを「つばめ」で愚痴っている。
200系（にひゃくけい）
東北新幹線上越新幹線200系の頭をしている。第4話・第7話に登場。
東急9000系（とうきゅう きゅうせんけい）
第7・9話に登場。「つばめ」ではいじられ役にされる。
北斗星（ほくとせい）
第1・12話に登場。夜行列車の仲間が次々と過去帳入りしているのを寂しく思っていたが、彼もまたカシオペアとともにゾンビになってしまった。(寝台車がゾンビになる回はカシオペアの夢オチだったがこの結末は誰かの夢なのかどうかは分かっていない)
E259系成田エクスプレス（イーにひゃくごけい なりたエクスプレス）
第13話に登場。女性と女二人旅で台湾へ旅行した。
ハードコアな鉄道ファンであるため、鉄道関係ばかりの旅で相棒を振り回した。
第3話に似た顔の人（車両）が登場するが、同一人物かは不明。

### 「ウメダクエスト」の登場人物
いずれも8話に登場。
阪急9000形(勇者)
魔王を倒しキタの国に平和と繁栄をもたらしたイツ王の末裔。ウーメのダンジョンの奥底に潜む大魔王を倒すために旅に出た。
大阪市営地下鉄10系(戦士)
阪急9000形の仲間。鎧に大阪市営地下鉄のロゴマークがある。
大阪市営地下鉄3000形(魔法使い)
谷町線仕様の30000形。同じく阪急9000形の仲間。
大阪市営地下鉄23系(僧侶)
阪急9000形の仲間の一人。
阪神電車1000形(トラ吉)
阪神タイガースのユニフォームを着ている。その正体は大魔王ハービスでいきなりボコボコにされて真っ二つに斬られた。

### 光速神攻スカイライナー
若旦那夫人が視聴していた特撮番組。空港鉄道争いを擬人化している。
2代目AE形電車/光速神攻スカイライナーS
「成田エクスプレス」の容貌をしたJR東日本253系電車に完膚なきまでに打ちのめされた先輩（AE100）を助けに駆け付けた「スカイライナー」の容貌をした新ヒーロー。京急顔軍団と東京モノレールもその争いに参戦する。名乗りは仮面ライダーストロンガーのパロディ。
JR東日本E259系
スカイライナーに難癖けて絡んでくる、「成田エクスプレス」顔。戦闘員なのか大量に存在し、扉を開くことで触手を出す。AE100を倒し、トドメを刺す直前まで追い込んだが2代目AEに返り討ちにあい、最後は東成田に閉じ込められてしまう。おそらく台湾旅行に行っていた同形式とは別人。
エアポート快特隊(京急1000系（2代）・600系（3代）・都営5300形・北総開発鉄道7300形・京成3000形(2代目))
京成2代目AE形に加勢して、JR東日本E259系に対抗しようとする。
東京モノレール1000系
JR東E259系に加勢した怪物。京成・京急連合に対抗する。
JR西日本281系
関西空港で南海50000系との共存をすべく、JR東系と京成・京急連合に潰し合いをさせようとする。
南海50000系
「成田エクスプレス」2代目AEとJR東E259系に潰し合いをさせて、JR西281系と手を組んで漁夫の利を得ようとしている。

### レールエンジェル・マジカルアイル
同一作者が執筆された鉄道漫画。こちらは「つばめ」と違い、本名と人面が出ている。鉄道がらみの難事件などを解決させる魔法警察組織で働く、あいるたちの物語である。
天王洲あいる（てんのうず あいる）
主人公。見た目は普通の学生（中学生か高校生かは不明）だが、それ以外では魔法少女「軌道天使（レールエンジェル）」として活躍する。
マジカルあいるとして活動する時は大抵、下心があったりして敵に対しては容赦ない（暴走する事が多い）。
氏名は東京モノレール・東京臨海高速鉄道りんかい線の天王洲アイルからとられた。
相棒（あいぼう）
あいるが魔法少女として活動する際の相棒。
いつもは天王洲家であいると一緒に暮らしているが、本名は明らかにされていない。
風体は犬で、サングラスと首輪を装っている。（マジカルパートナーである）あいるを本気で心配している。
あいると相棒のボスはマジカル管理局長。
二人への指令は運転報というファックスで行われる。
いさぶろう
あいるの同級生で、彼女が思いを寄せている相手。
ハードコアな鉄道ファンで、あいるの誘いよりも鉄道イベントを優先させてしまう。
あいるは彼がイケメンだということだけで想っている事から、相棒はその片思いに反対している。
氏名のうち姓は不明、名は逓信大臣だった山縣伊三郎からとったJR九州の観光特急いさぶろう号がモデル。
レール・スター
肩書きは「流星車掌」で、マジカル管理部長の部下にあたる。
あいるや相棒とはマジカル同僚であり、タッグを組む。武器はリコーダーの形をしていて、吹く事で攻撃・防御が可能である。
あいるが窮地に陥った時にさっそうと現れて、解決させる。
敵キャラ
鉄道車両を強奪する秘密結社が大抵、あいるたちの敵となる。

## 書誌情報
- きよ〇『鉄道居酒屋つばめ』少年画報社、2016年10月。ISBN 978-4-7859-5878-7。